# 968 Petunia
968 Petunia, asteroid glavnog pojasa. Otkrio ga je Karl Wilhelm Reinmuth, 24. studenog 1921.

## Vanjske poveznice
- Minor Planet Center